# Jules Lanclume
Jules Lanclume, né le 25 juillet 1991, est un coureur cycliste français.

## Biographie
En 2011, Jules Lanclume remporte la sixième étape du Tour de Guadeloupe, en réglant au sprint ses compagnons d'échappée. Sur cette même épreuve, il s'adjuge le classement des points lors de l'édition 2014. 
En 2018, il s'impose sur la deuxième étape du Tour de Marie-Galante, une nouvelle fois en se montrant le plus rapide parmi ses compagnons d'échappée.

## Palmarès et résultats

### Palmarès par année
- 2008
  - Champion de Guadeloupe juniors
- 2011
  - 6e étape du Tour de Guadeloupe
- 2012
  - 2e étape du Grand Prix du Nord Basse-Terre
- 2014
  - 2e épreuve des Six Jours de la Région Martinique
- 2015
  - 3e étape du Grand Prix de la CANBT
- 2016
  - 5eb épreuve des Six Jours du Crédit agricole
- 2018
  - 2e étape du Tour de Marie-Galante
- 2019
  - 6e étape du Tour de Marie-Galante
- 2021
  - Grand Prix Team Madras Cycling
- 2023
  - Grand Prix de l'Alliance

### Classements mondiaux
| Année            | 2006 | 2007 | 2008 | 2009 | 2010 | 2011 | 2012 | 2013 | 2014 | 2015 | 2016 | 2017 | 2018 |
| ---------------- | ---- | ---- | ---- | ---- | ---- | ---- | ---- | ---- | ---- | ---- | ---- | ---- | ---- |
| UCI America Tour | 274e |      |      |      |      | 564e |      |      |      |      | 564e |      | 420e |